# Sveriges Allmänna Restaurangaktiebolag
Sveriges Allmänna Restaurangaktiebolag, förkortat SARA, var en statlig svensk hotell- och restaurangkoncern, verksam under 1900-talet.

## Historia

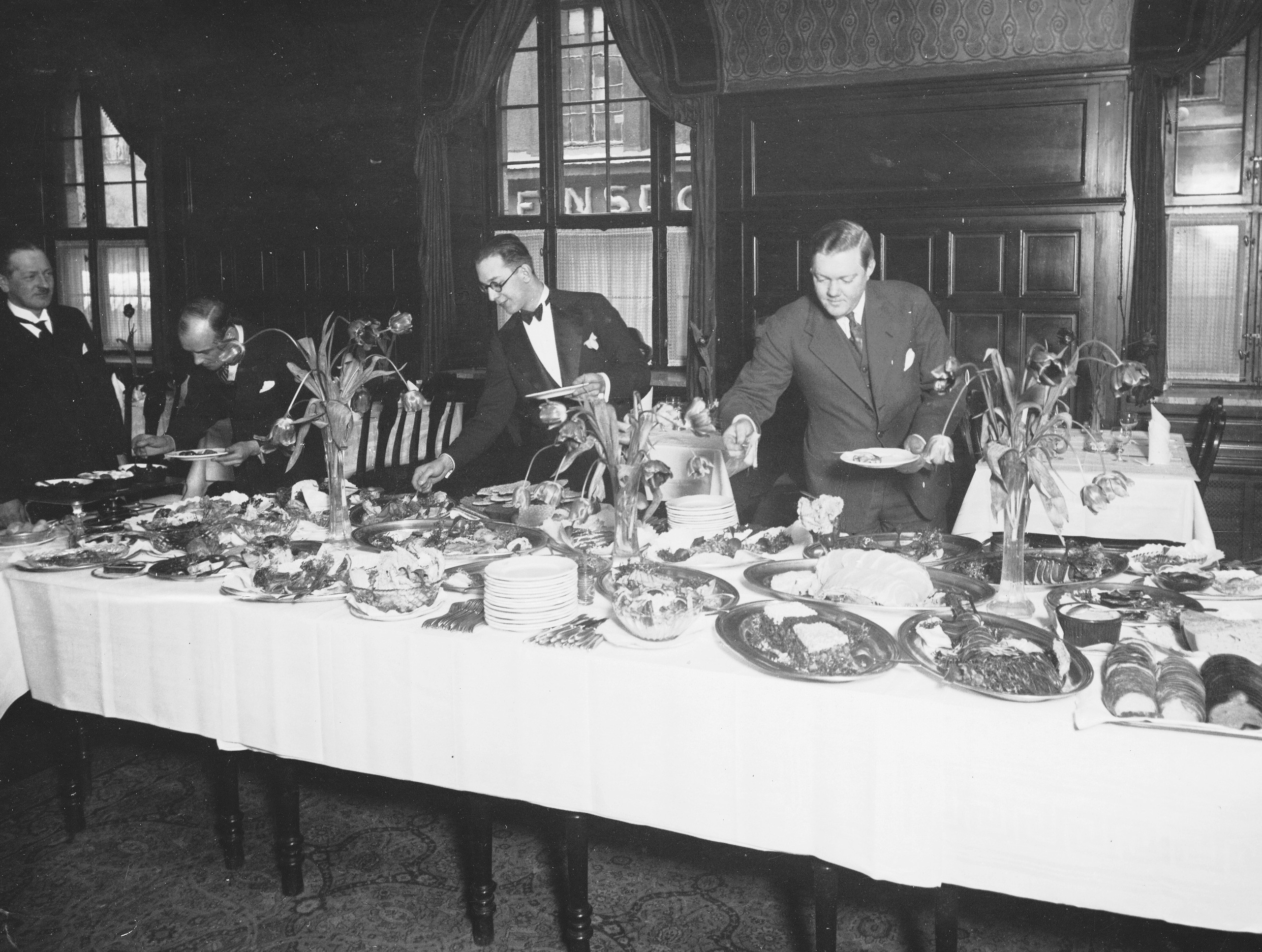
Hotell Kronprinsens matsal under 1930-talet.

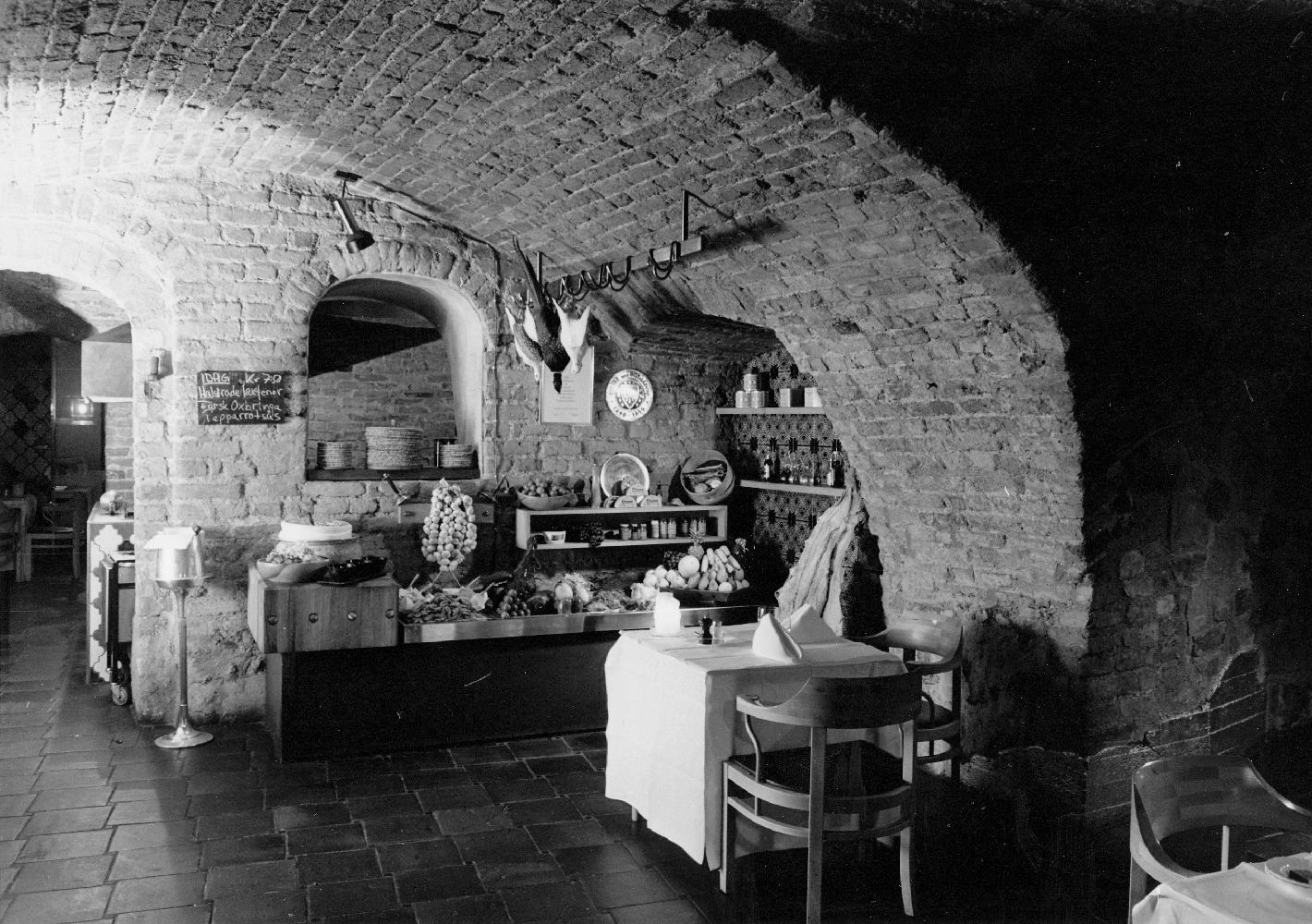
Före detta Sara-restaurangen Källaren Aurora i Gamla stan.

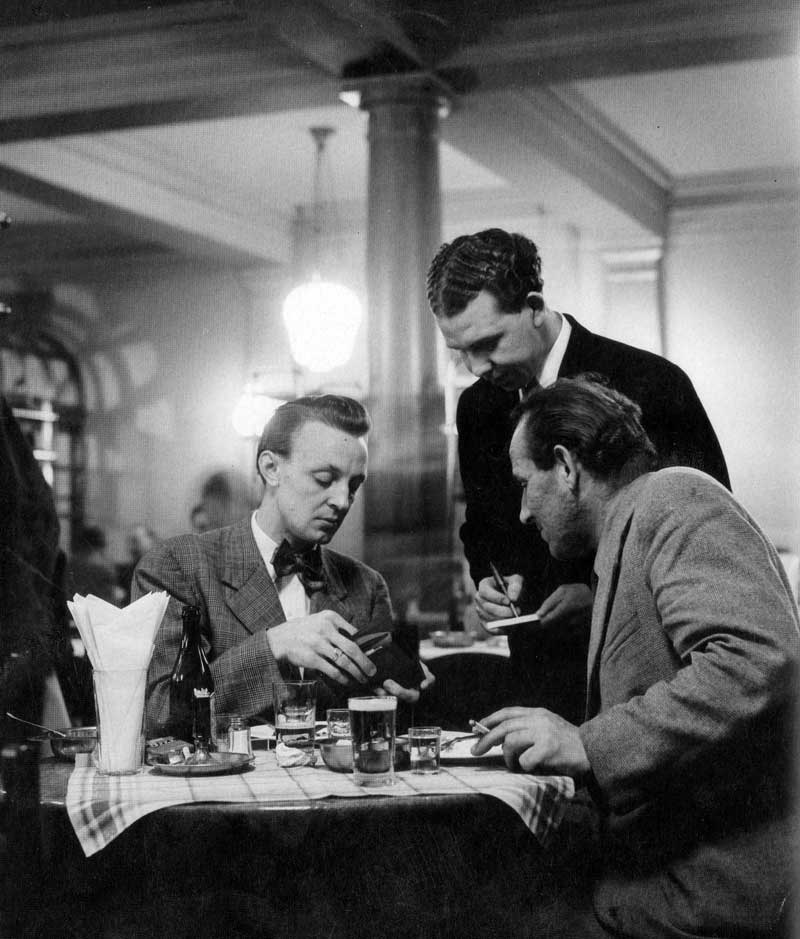
Folkrestaurang i Klara, Stockholm, i början av 1950-talet.

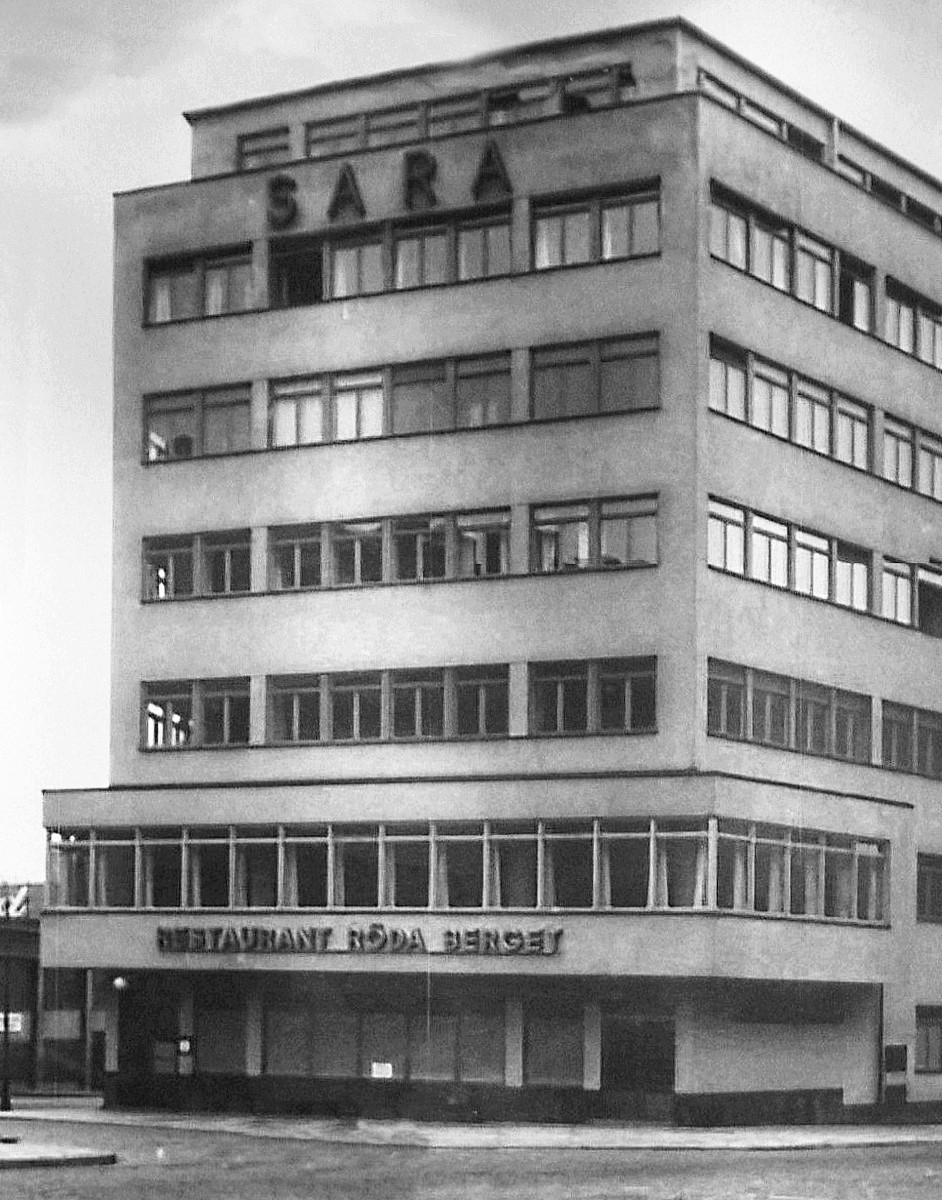
SARA-huset i kvarteret Härden, 1930-tal.

Ursprungligen fanns ett antal regionala restaurangbolag, som hade sitt ursprung i Systembolagets folkrestauranger. De hade alla det gemensamma slutledet Allmänna Restaurangaktiebolag och förledet angav regional tillhörighet. Således fanns SARA i Stockholm som bildades 1916 med syftet att skapa "en för de kroppsarbetande klasserna avsedd matserveringsrörelse", VARA i Västsverige och Göteborg, ÖSARA i Östra Sverige, BARA i Bergslagen och Örebro och SKAR i Skåne och Blekinge. 
Bolaget övertog 1918 hela den av Stockholmssystemet bedrivna matserveringsrörelsen. 1926 ägde man 27 restauranger, därav 20 folkrestauranger samt två förstaklassrestauranger genom dotterbolag, nämligen Hotell Kronprinsen vid Drottninggatan och Fenixpalatset vid Adolf Fredriks kyrkogata. 
Restaurangerna inom exempelvis Stockholms Restaurangaktiebolag började på 1920-talet att samverka i saker som varuinköp, centraliserad brödbakning, svinstallar, trädgårdsmästeri för blommor, systuga för linnet, tvätteriverksamhet och egna iskarlar. Man hade under första världskriget ett eget tvålkokeri som processade matavfallet från köket. Konstruktionen med ett kommunalt drivet bolag var inte okontroversiellt, särskilt då den ursprungliga målgruppen kring kroppsarbetande vidgades i något som av vissa uppfattades som strävandet efter ett kommunalt restaurangmonopol.
År 1937 fick de regionala restaurangbolagen en gemensam bolagsordning och den 1 januari 1946 förstatligades de som dotterbolag under Sveriges Centrala Restaurangaktiebolag SCRA. Detta år uppgick antalet restauranger i bolaget till 157 stycken, vilket utgjorde en tredjedel av alla restauranger i Sverige med fullständiga rättigheter. Därtill drev man 44 hotell.
År 1939 infördes så kallat slipstvång för män och pojkar på flera av SARA-restaurangerna, bland annat i Söderport vid Hornstull och Göta källare vid Medborgarplatsen, som invigdes samma år. Vid behov kunde man låna slips. År 1970 avskaffades slipstvånget.

### Brattsystemet avskaffas
Spritrestriktionerna inom Brattsystemet och den så kallade motboken avskaffades 1955. Samtidigt avskaffades SCRA:s monopol på folkrestauranger och bolagen fick därmed konkurrera på lika villkor med den övriga branschen. Branschen drabbades av en kris, och på kort tid minskade antalet gäster kraftigt. Exempelvis uppvisade VARA en gästminskning med 73 procent mellan 1955 och 1956. Inom hela koncernen minskades personalstyrkan med 20 procent och elva restauranger och tolv restaurangavdelningar stängdes.
Marknadsandelen minskade successivt med 30–40 procent. Man slog 1973 samman de regionala bolagen och SCRA bytte namn till SARA (men nu i betydelsen Sveriges Allmänna Restaurangaktiebolag), och 1974 bildades tre olika divisioner för restauranger, hotell och personalrestauranger. Trots den minskade dominansen var SARA i början av 1970-talet Sveriges största hotell- och restaurangkedja. Man satsade på storhotell som Amaranten på Kungsholmen i Stockholm och Hotel Europa i Göteborg. Det blev emellertid svårt att få lönsamhet på storhotellen. När konjunkturen vände nedåt tvingades bolaget ta koncernbidrag från Statsföretag.

### Procordia
Den statliga koncernen Procordia (fram till 1985 Statsföretag) bolagiserade 1983 divisionerna och bildade SARA Restauranger, SARA Hotels och SARA Företagsservice. SARA Restauranger namnändrades till Procordia Restauranger. År 1976 köpte man hamburgerkedjan Carrols och gjorde om dem till sitt eget koncept Clock och 1985 började man samarbeta med Pizza Hut. Slutligen såldes Clock 1991 till det privata bolaget Provobis. Efter 1987 inleddes en stor satsning utomlands med ett antal hotell i USA under namnet Park Suite Hotels samt två hotell i Kina. Därtill kom etableringar i Norge och Danmark. I praktiken innebar detta att satsningar på den svenska marknaden uteblev.

### Fusion med RESO och konkurs
SARA Hotels fusionerade med RESO och bildade 1989 SARA Travel & Hotel Group med KF som ägare. Sämre konjunkturer och en överetablering, exempelvis i Oslo där både SARA och Reso byggde var sitt lyxhotell med tillsammans 1200 rum, ledde till konkurs den 4 maj 1992. I konkursboet fanns många av Sveriges förnämsta hotell: Europa och Gothia i Göteborg, Amaranten, Anglais, Continental, Frösundavik, Malmen, Park och Reisen i Stockholm, Plaza i Västerås, Stadshotellet i Växjö, Gillet i Uppsala, Jägersro och Winn i Malmö, Winn i Östersund, Stadshotellet i Värnamo, Billingehus i Skövde, Strand i Sundsvall, Grand Hotel i Falun, Grand Hotel i Borås, Stadshotellet i Örnsköldsvik och Royal Christiania i Oslo.
SARA Catering Partner blev senare Partena Cater, som 1995 köptes av det franska servicebolaget Sodexho Alliance.